# Tohle je náš svět
Tohle je náš svět (v anglickém originále Captain Fantastic) je americký komediální film z roku 2016. Režie a scénáře se ujal Matt Ross. Ve snímku hraje hlavní roli Viggo Mortensen.
Film měl premiéru na americkém filmovém festivalu Sundance 23. ledna 2016 a do kin byl oficiálně uveden 17. června 2016. Snímek byl vysílán jako součástí sekce un certain regard na Filmovém festivalu v Cannes. V České republice měl premiéru 14. července 2016.

## Děj
Hlavní postava Ben Cash a jeho manželka Leslie jsou bývalí anarchističtí aktivisté rozhořčeni z kapitalismu a amerického života, proto se rozhodli vychovat svých šest dětí ve vzdálených lesích od civilizace ve státě Washington, naučili je dovednosti pro přežití v divočině a nejenom to, rodina vlastní školní autobus ze kterého udělali školní učebnu, naučili je vzdělávat se, kriticky myslet, být soběstační, vedli je k fyzicky zdravému a aktivní životu, bez moderních technologií a žít v rovnováze s přírodou. Jejich dosavadní život se rázem změnil, když jejich matka Leslie spáchala sebevraždu. Vydali se na její pohřeb, během té doby byli konfrontováni životem a jejich rodinou. Jejich matka Leslie, si přála být spálena, děti a Ben ctí její přání, pohřeb uskutečnili v blízkosti moře, a během pohřbu ji zpívali a hráli. Jejich nejstarší syn Bodevan potom opustí rodinu, aby cestoval přes Namibii, zatímco ostatní se usadili na farmě. U poslední scény rodina sedí kolem kuchyňského stolu a čeká na příjezd školního autobusu.

## Obsazení
| Viggo Mortensen   | Ben Clash           |
| George MacKay     | Bodevan „Bo“ Cash   |
| Samantha Isler    | Kielyr Cash         |
| Annalise Basso    | Vespyr Cash         |
| Nicholas Hamilton | Rellian Cash        |
| Shree Crooks      | Zaja Cash           |
| Charlie Shotwell  | Nai Cash            |
| Kathryn Hahn      | Harper              |
| Trin Miller       | Leslie Abigail Cash |
| Steve Zahn        | Dave                |
| Elijah Stevenson  | Justin              |
| Teddy Van Ee      | Jackson             |
| Erin Moriarty     | Claire              |
| Missi Pyle        | Ellen               |
| Frank Langella    | Jack                |
| Ann Dowd          | Abigail             |

## Přijetí

### Tržby
K 19. února 2017 film vydělal 5,8 milionů dolarů v Severní Americe a 15,4 milionů dolarů v ostatních oblastech, celkově tak vydělal 21 milionů dolarů po celém světě.

### Recenze
Film získal pozitivní recenze od kritiků. Na recenzní stránce Rotten Tomatoes získal z 181 započtených recenzí 82 procent s průměrným ratingem 7,1 bodů z deseti. Na serveru Metacritic snímek získal z 36 recenzí 72 bodů ze sta. Na Česko-Slovenské filmové databázi snímek získal 79 %.

### Ocenění
| Ocenění                                        | Datum             | Kategorie                                                   | Nominovaný                  | Výsledek  |
| ---------------------------------------------- | ----------------- | ----------------------------------------------------------- | --------------------------- | --------- |
| AARP Annual Movies for Grownups Awards         | 6. února 2017     | Nejlepší herec                                              | Viggo Mortensen             | nominace  |
| Americký filmový festival Deauville            | 11. září 2016     | Ocenění publika                                             | Tohle je nás svět           | vítězství |
| Americký filmový festival Deauville            | 11. září 2016     | Ocenění poroty                                              | Tohle je nás svět           | vítězství |
| Americký filmový festival Deauville            | 11. září 2016     | Hlavní cena                                                 | Tohle je nás svět           | nominace  |
| Filmový festival v Cannes                      | 22. května 2016   | Un Certain Regard – cena pro nejlepšího režiséra            | Matt Ross                   | vítězství |
| Filmový festival v Cannes                      | 22. května 2016   | Cena Un Certain Regard                                      | Tohle je nás svět           | nominace  |
| Costume Designers Guild                        | 21. února 2017    | Excelence v současném filmu                                 | Tohle je nás svět           | nominace  |
| Critics Choice Movie Awards                    | 11. prosince 2016 | Nejlepší herec v komediálním filmu                          | Viggo Mortensen             | nominace  |
| Dorian Awards                                  | 26. ledna 2017    | Nezpívaný film roku                                         | Tohle je nás svět           | nominace  |
| Evening Standard British Film Awards           | 8. prosince 2016  | Nejlepší herec ve vedlejší roli                             | George MacKay               | nominace  |
| Filmová cena Britské akademie                  | 12. února 2017    | Nejlepší herec v hlavní roli                                | Viggo Mortensen             | nominace  |
| Filmový festival Nantucket                     | 27. června 2016   | Ocenění publika                                             | Tohle je nás svět           | 2. místo  |
| Filmový festival v Římě                        | 22. října 2016    | Ocenění publika                                             | Tohle je nás svět           | vítězství |
| Florida Film Critics Circle                    | 23. prosince 2016 | Nejlepší herec                                              | Viggo Mortensen             | nominace  |
| Houston Film Critics Society                   | 6. ledna 2016     | Nejlepší herec                                              | Viggo Mortensen             | nominace  |
| Houston Film Critics Society                   | 6. ledna 2016     | Nejlepší plakát                                             | Tohle je nás svět           | nominace  |
| Independent Spirit Awards                      | 25. února 2017    | Nejlepší herec v hlavní roli                                | Viggo Mortensen             | nominace  |
| IndieWire Critics Poll                         | 19. prosince 2016 | Nejlepší herec                                              | Viggo Mortensen             | 8. místo  |
| Make-Up Artists and Hair Stylists Guild Awards | 19. února 2017    | Současný make-up                                            | Akemi Hart a Karen McDonald | nominace  |
| Mezinárodní filmový festival Karlovy Vary      | 9. července 2016  | Ocenění publika                                             | Tohle je nás svět           | vítězství |
| Mezinárodní filmový festival v Seattlu         | 12. června 2016   | Ocenění Golden Space Needle Award v kategorii nejlepší film | Tohle je nás svět           | vítězství |
| Mezinárodní filmový festival Bucheon           | 31. července 2016 | Šetři energii, zachraň Zemi – ocenění                       | Tohle je nás svět           | vítězství |
| Online Film Critics Society                    | 3. ledna 2017     | Nejlepší herec                                              | Viggo Mortensen             | nominace  |
| Oscar                                          | 26. února 2017    | Nejlepší herec                                              | Viggo Mortensen             | nominace  |
| San Diego Film Critics Society                 | 12. prosince 2016 | Nejlepší herec                                              | Viggo Mortensen             | 2. místo  |
| Satellite Awards                               | 19. února 2016    | Nejlepší film                                               | Tohle je nás svět           | nominace  |
| Satellite Awards                               | 19. února 2016    | Nejlepší herec                                              | Viggo Mortensen             | vítězství |
| Satellite Awards                               | 19. února 2016    | Nejlepší původní scénář                                     | Matt Ross                   | nominace  |
| Satellite Awards                               | 19. února 2016    | Nejlepší kostýmní design                                    | Courtney Hoffman            | nominace  |
| Screen Actors Guild Award                      | 29. ledna 2017    | Nejlepší herec v hlavní roli                                | Viggo Mortensen             | nominace  |
| Screen Actors Guild Award                      | 29. ledna 2017    | Nejlepší obsazení                                           | Obsazení Tohle je nás svět  | nominace  |
| St. Louis Gateway Film Critics Association     | 18. prosince 2016 | Nejlepší herec                                              | Viggo Mortensen             | nominace  |
| Zlatý glóbus                                   | 8. ledna 2017     | Nejlepší herec v dramatickém filmu                          | Viggo Mortensen             | nominace  |